# Landschaftsschutzgebiet Westliche Ortsrandlage Linnepe

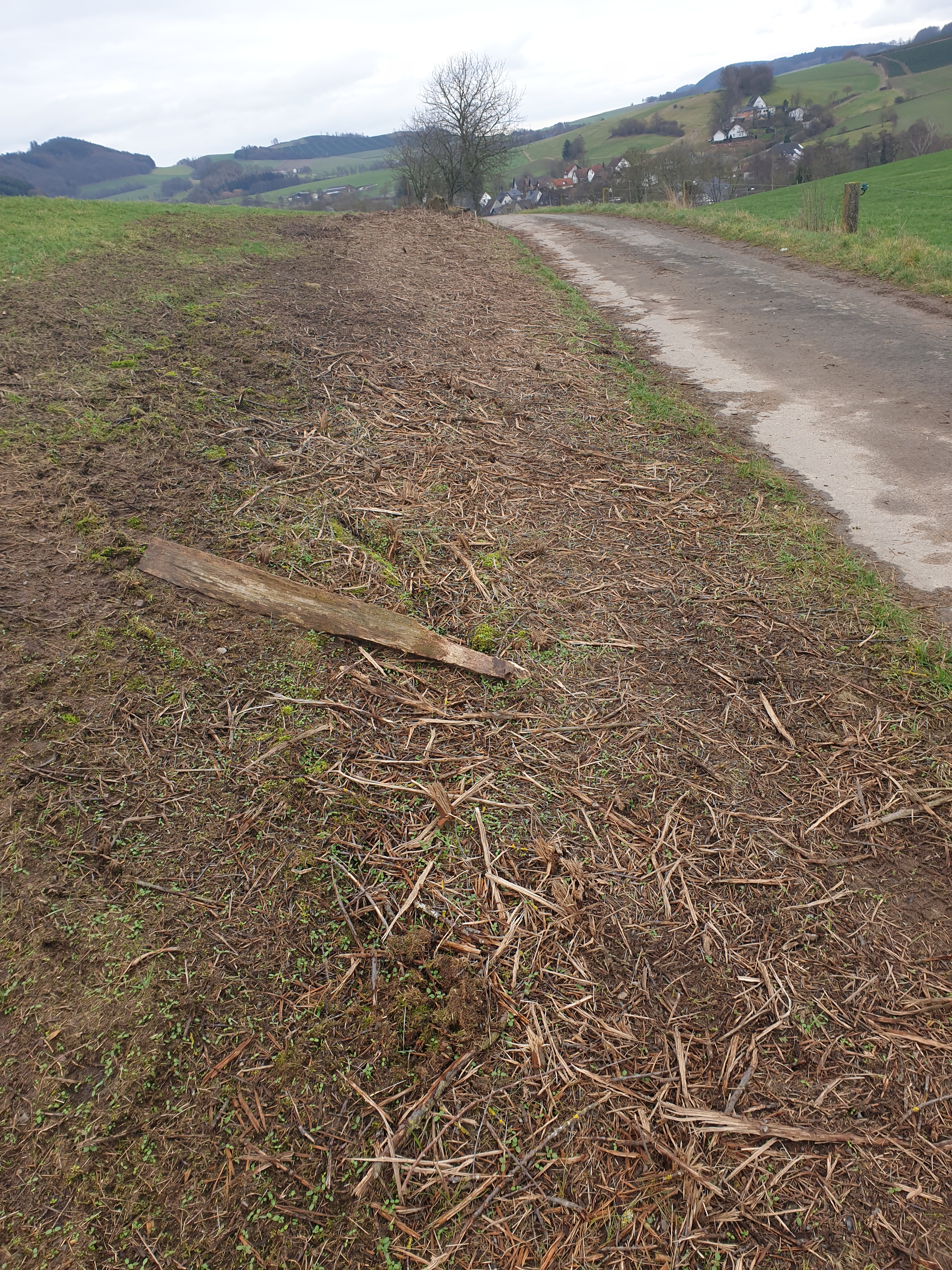
Heckenzerstörung im Landschaftsschutzgebiet Westliche Ortsrandlage Linnepe

Das Landschaftsschutzgebiet Westliche Ortsrandlage Linnepe mit 11,7 ha Flächengröße liegt westlich Linnepe im Stadtgebiet von Sundern im Hochsauerlandkreis. Es wurde 2019 bei der Neuaufstellung vom Landschaftsplan Sundern durch den Kreistag des Hochsauerlandkreises als Landschaftsschutzgebiet (LSG) vom Typ B – Ortsrandlagen, Landschaftscharakter ausgewiesen. Vorher waren die Teilflächen ab 1993 Teil des Landschaftsschutzgebiets Sundern gewesen.

## Beschreibung
Das LSG grenzt teilweise direkt an die Bebauung und besteht aus zwei Teilflächen. Es umfasst landwirtschaftliche Grünlandbereiche.

## Schutzzweck
Die Ausweisung erfolgte u. a. zur Sicherung der Vielfalt und Eigenart der Landschaft im Nahbereich der Ortslage sowie in alten landwirtschaftlichen Vorranggebieten, insbesondere durch deren Offenhaltung; Erhaltung der Leistungsfähigkeit des Naturhaushalts hinsichtlich seines Artenspektrums und der Nutzungsfähigkeit der Naturgüter.

## Rechtliche Vorschriften
Wie in den anderen Landschaftsschutzgebieten vom Typ B im Stadtgebiet besteht im LSG ein Verbot, Bauwerke zu errichten. Vom Verbot ausgenommen sind Bauvorhaben für Gartenbaubetriebe, Land- und Forstwirtschaft. Die Untere Naturschutzbehörde kann Ausnahme-Genehmigungen für Bauten aller Art erteilen. Wie in den anderen Landschaftsschutzgebieten vom Typ B in Sundern besteht im LSG ein Verbot der Erstaufforstung und Weihnachtsbaum-, Schmuckreisig- und Baumschul-Kulturen anzulegen.
Wie für alle Landschaftsschutzgebiete vom Typ B im Landschaftsplangebiet wurde das Gebot erlassen, das Gebiet durch landwirtschaftliche Nutzung oder durch geeignete Pflegemaßnahmen von Bewaldung freizuhalten.
Es wurde als Entwicklungsmaßnahme festgeschrieben, im Südwesten des LSG liegende Nadelgehölze in Grünland umzuwandeln.